# Louise de Maisonblanche
 (septembre 2011).
Louise de Maisonblanche (Paris, 17 juin 1676 - La Queue-les-Yvelines, 12 septembre 1718). Fille naturelle de Louis XIV et de Claude de Vin des Œillets (dame de compagnie ou femme de chambre de Madame de Montespan), elle est également la petite-fille de Nicolas de Vin et Alix Faviot (tous deux comédiens reconnus), ainsi que de Louis XIII et Anne d'Autriche.

## Biographie
Fille illégitime et non reconnue de Louis XIV et de Claude de Vin des Œillets, dame de compagnie ou femme de chambre suivant les sources, de Madame de Montespan, Louise de Maisonblanche naît en juin 1676. Elle est officiellement déclarée : « fille de Philippe de Maisonblanche, ancien capitaine de cavalerie, et de dame Gabrielle de la Tour, son épouse ».
Elle est élevée à Paris par sa mère, Claude des Œillets, puis, à partir de 1684, au château de Suisnes, où sa mère réside de longs mois chaque année jusqu'à sa mort, en 1687.
Louise est ensuite confiée pendant neuf ans à François Le Signerre, curé de Montfort-l'Amaury, et à sa sœur Catherine Le Signerre, à qui Claude des Œillets a laissé par testament une rente viagère. L'abbé de Brisacier deviendra son curateur.
Louise demeurera dans la paroisse de Mulcent, à quelques lieues de Montfort-l'Amaury, jusqu'à l'âge de vingt ans.
Elle se marie à Paris le 17 avril 1696 à l'âge de 20 ans à Bertrand de Prez de La Queue, lieutenant de cavalerie au régiment de Bourgogne fils de Jacques II de Prez (1637-1708) et Nicole de Barat morte en 1676. Il est de quatre ans son cadet (mort en 1740) sans que les noms de ses parents ne figurent sur l'acte. L'abbé de Brisacier procèdera lui-même au mariage, avec l'accord d'Alexandre Bontemps, premier valet de chambre de Louis XIV. Sa dot se monte à 40 000 livres, uniquement composée d'argent et de bijoux, sans terre ni maison.
Louise habitera ensuite, d'abord à Montfort-l'Amaury, où elle a ses premiers enfants à l'âge de 23 ans, puis à la Queue. Son époux nommé exempt des gardes du corps du roi, elle fait quelques séjours à Versailles, sans toutefois fréquenter la cour. Elle n'y sortait que voilée, par peur du scandale, tant elle ressemblait à son père.
Dès son mariage, Louise se fit appeler : « Dame Louise de Bourbon-Maisonblanche, fille naturelle du Roi ». Cette mention figure sur les actes de naissance de quatre de ses enfants.
Le couple a onze enfants (cinq filles et six garçons), dont cinq meurent en bas âge (deux filles et trois garçons).
Deux de ses filles, Charlotte-Angélique (1703-1723) et Louise-Catherine (1709-1756) de Prez La Queue, sont élevées à la Maison royale de Saint-Louis (à Saint-Cyr). Dans leur dossier figure la mention : « petite-fille du Roi ».
Louise mourut le 12 septembre 1718 à l'âge de 42 ans de la petite vérole.
Claude des Œillets, la mère de Louise, ayant eu pour amants plusieurs valets de chambre, Louis XIV doutera toujours de sa paternité. C'est pour cette raison qu'il fera élever Louise loin de la Cour, et qu'il la dotera si simplement.
Bien que les témoins de l'époque affirment qu'elle lui ressemblait, il ne la reconnut jamais comme sa fille.

## Deux témoignages sur sa vie
« Bontemps, l'homme de confiance du roi pour ses secrets domestiques, avait fait le mariage et stipulé sans déclarer aucun père ni mère, ce que La Queue savait à l'oreille et s'en promettait une fortune. La femme ressemblait fort au roi, elle était grande et, pour son malheur, elle savait qui elle était, et enviait fort ses trois sœurs reconnues et si grandement mariées. Son mari et elle vécurent fort bien ensemble et ont eu plusieurs enfants demeurés dans l'obscurité. Le gendre ne paraissait presque jamais à la cour comme le plus simple officier et le moins recueilli dans la foule à qui Bontemps ne laissait pas de donner de temps en temps de l'argent. »

Extrait des Mémoires du duc de Saint-Simon, Volumes 7-8, page 219, cité par Jean Lemoine.

« Cette Louise de Maisonblanche est une fille naturelle du roi et de N... des œillets, laquelle était alors femme de chambre de Mme de Montespan. Comme le roi n'a pas voulu la reconnaître, il l'a fait baptiser et marier sous les faux noms qu'on lui donne et qu'on lui suppose de père et de mère, lorsqu'on la maria parce qu'elle ne voulait pas être religieuse. Ce fut l'abbé Brisacier, directeur du Séminaire des Étrangers, qui la maria sous le nom de son curateur et qui fit, de la part du roi et dirigé par Mme de Maintenon, les conditions de ce contrat dont la dot est bien petite par rapport au prince dont elle ne laisse pas d'être la fille. »

Charles René d'Hozier, généalogiste du roi, cité par Jean Lemoine.

## Descendance
- Louise-Renée (1699-1705), morte à 6 ans de la rougeole.
- Louis-Bernard (1701-1701), mort-né.
- Charlotte-Angélique (1703-1723), morte d'hypothermie à l'âge de 20 ans, à la suite d'une chute dans un lac.
- Louis-Charles-Timothée (1704-1746), mort à 42 ans d'une chute de cheval. Marié le 2 novembre 1745 avec Madeleine Marguerite Charlotte Soulaigre des Fossés, née en 1723, dont deux enfants.
- Un fils (Stanislas Henri ? 1706-1706), mort-né.
- Alexandre-Paul (1708-1777), mort à 69 ans d'une embolie cérébrale. Marié le 3 février 1755 avec Marie Jeanne de Malebranche (1724-1762), sans postérité. Il se remarie en 1763 avec Claude Marguerite Le Cousturier du Meny, décédée en 1788, dont un fils, Claude (1777 - 1810).
- Louise-Catherine (1709-1756), morte à 47 ans d'une crise d'apoplexie. Mariée le 10 octobre 1745 avec Timothée de Vaultier de Petimont (1700-1780), dont une fille, Adélaïde (1747-1821).
- Françoise (1711-1715), morte à 4 ans de la scarlatine.
- Guillaume-Jacques (1713-1804) mort à 91 ans d'une crise cardiaque. Marié en 1754 avec Françoise Perrette Le Bœuf (1727-1807), dont sept enfants.
- Marguerite-Françoise (1715-1786), morte à 71 ans d'un flux de poitrine, sans alliance.
- Philippe-Charles (1718-1718), mort à 6 mois de la varicelle.

## Dans la fiction
- Le Secret de Louise, de Anne-Marie Desplat-Duc[source insuffisante]